# ワラング・ハンガン
『ワラング・ハンガン』（原題: Walang Hanggan）は、フィリピンのテレビドラマ。ABS-CBNで2012年1月16日から10月26日まで放送された。

## 登場人物
ダニエル・モンテネグロ / ダニエル・グイドッティ
演：ココ・マーチン
カテリーナ・アルカンタラ・モンテネグロ / カテリーナ・アルカンタラ・グイドッティ
演：ジュリア・モンテス
エミリー・カルデナス・グイドッティ / エミリー・カルデナス・モンテネグロ
演：ドーン・ズルエータ
マルコ・モンテネグロ
演：リチャード・ゴメス